# 耶羅波安冰川

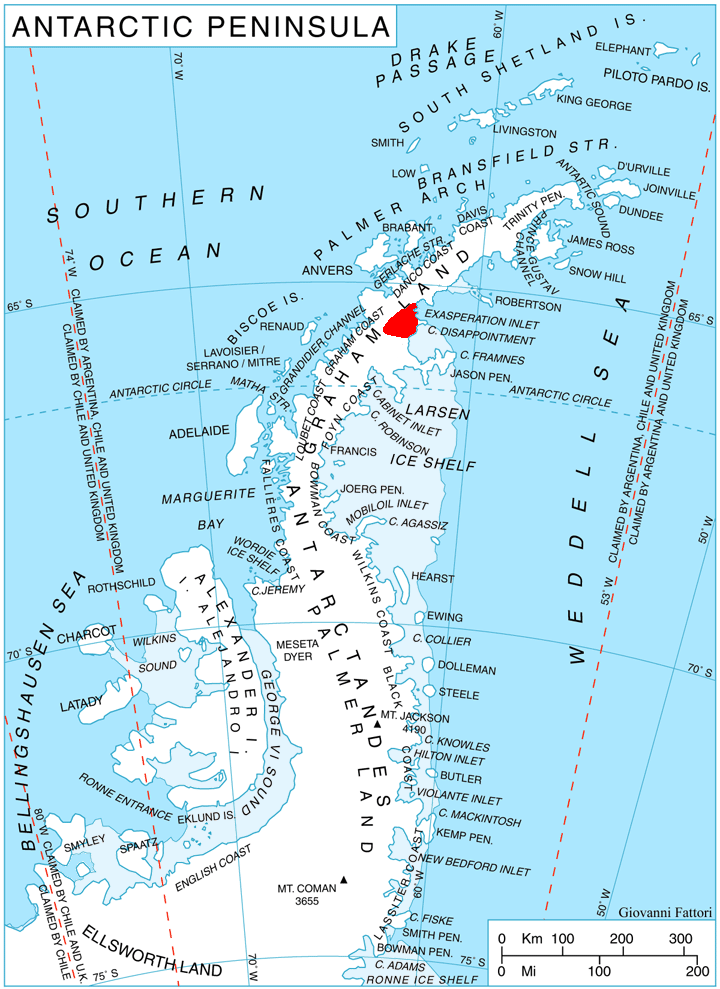

65°38′S 62°40′W / 65.633°S 62.667°W
耶羅波安冰川（英語：Jeroboam Glacier）是南極洲的冰川，位於葛拉漢地的奧斯卡二世海岸，處於薩拉特奧多拉山北部山腳，最終在蓋布里埃爾峰以東注入斯塔巴克冰川。